# IEEE Computer Society
Die IEEE Computer Society ist ein organisatorischer Teil des IEEE. Sie wurde im Jahr 1963 gegründet, als das American Institute of Electrical Engineers (AIEE) und das Institute of Radio Engineers (IRE) zusammengelegt wurden, um das IEEE zu schaffen. Zum Zeitpunkt der Vereinigung wurde das Unterkomitee für Large-Scale Computing des AIEE (gegründet 1946) mit dem Technical Committee für Electronic Computers des IRE (gegründet 1948) verschmolzen, um zunächst die IEEE Computer Group zu bilden. Diese Gruppe wurde 1971 zur IEEE Computer Society.

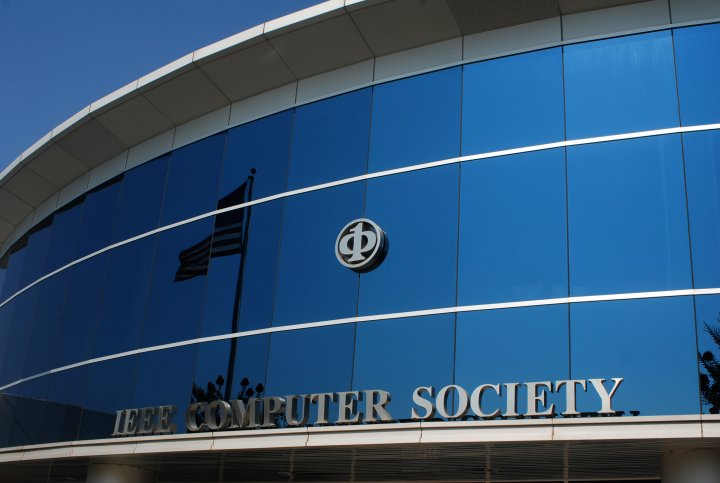
IEEE Computer Society Publications Office in Los Alamitos, Kalifornien

## Stellung im IEEE
In der Struktur des IEEE ist die Computer Society eine von nahezu 40 technischen Gesellschaften, die unter dem Technical Activities Board des IEEE organisiert sind. Wegen ihrer Größe (2004 etwa 100.000 Mitglieder und Mitarbeiter) und dem Umfang ihrer Aktivitäten genießt die Computer Society jedoch einen herausragenden Status. Sie stellt zwei stimmberechtigte der 31 Mitglieder des Board of Directors des IEEE, sie ist vertreten im Executive Committee des IEEE, sie betreibt viele ihrer Publikationen, Konferenzen und Aktivitäten zur Mitgliederwerbung mit einem größeren Grad an Autonomie als andere Gesellschaften und organisatorische Einheiten innerhalb des IEEE.

## Wichtigste Aktivitäten
Mit Verwaltungszentren in Washington, D.C. (und zusätzlichen Büros in Kalifornien und Japan) leitet die Computer Society die Publikation von 14 periodischen Veröffentlichungen (darunter die führende Publikation der Gesellschaft Computer und IEEE Software) sowie von 14 Fachzeitschriften. Die Journale sind hauptsächlich bekannt als „Transactions“, (z. B. die IEEE Transactions on Computers und IEEE Transactions on Software Engineering). Zwei dieser Transactions werden gemeinsam mit der Association for Computing Machinery publiziert.
Die Gesellschaft organisiert etwa 150 Konferenzen jährlich und unterhält nahezu 200 lokale Abteilungen weltweit.
Sie koordiniert die Tätigkeit von etwa 50 Technical Committees (technische Kommissionen, z. B. für Bioinformatik),
Councils (Räten, z. B. Rat für Software Engineering) und Task forces (Problemgruppen, z. B. für Informationssicherheit).
Die Gesellschaft nimmt teil an Ausbildungsaktivitäten (darunter „distance learning“) und an Akkreditierungen von fortgeschrittenen Ausbildungsprogrammen auf ihren Interessengebieten (wie Computer Science und Computer Engineering). Sie betreibt etwa ein Dutzend Working Groups und Committees für die Entwicklung von industriellen Standards (z. B. das Storage Systems Standards Committee).

## Verhältnis zu anderen Berufsvereinigungen
Im Bereich der Computer Science ist die bedeutendste Organisation außerhalb des IEEE die Association for Computing Machinery (ACM). Die ACM hat etwa 80.000 Mitglieder (2004) und kooperiert mit der Computer Society in einigen gemeinsamen Publikationen und Konferenzen.

## Auszeichnungen derIEEE Computer Society
Die IEEE Computer Society zeichnet hervorragende Arbeiten von Computer-Spezialisten aus, die das Gebiet durch außerordentliche technische Leistungen voranbringen sowie durch Dienstleistungen für den Berufsstand und für die Gesellschaft. Auszeichnungen werden in den folgenden Kategorien vergeben: Technical Awards, Education Awards, Service Awards und Golden Core Awards.
Sie vergeben den Computer Pioneer Award, Charles Babbage Award und den Seymour Cray Computer Engineering Award.

## Ausgewählte Publikationen
- Computer
- IEEE Micro
- IEEE Software
- IEEE Transactions on Computers
- IEEE Transactions on Pattern Analysis and Machine Intelligence
- IEEE Transactions on Software Engineering